# Неаполь
Неа́поль (др.-греч. Νεάπολις, от др.-греч. νέα πόλις, дословно — «новый город»; лат. Neapolis, итал. Napoli, неап. Napule) — город на юге Италии. Административный центр области Кампания и одноимённой территориальной единицы, приравненной к провинции. Расположен на берегу северной бухты Неаполитанского залива.
Третий по величине город Италии (после Рима и Милана). Самый большой город Южной Италии с населением около миллиона человек (с пригородами — около трёх миллионов). Крупный транспортный узел (международный аэропорт, морской порт). Наряду с официальным итальянским языком в обиходе местных жителей распространён неаполитанский язык, развившийся, как и итальянский, из местного диалекта латыни. Покровитель города — святой Януарий, день памяти которого 19 сентября отмечается как праздник города.

## География
Город находится в сейсмоопасной зоне (историческая часть — на западном склоне Везувия). Последнее извержение Везувия произошло в 1944 году. Последнее катастрофическое землетрясение случилось в Неаполе в 1980 году.
К востоку от Неаполя находятся Помпеи и Геркуланум — античные города на берегу Неаполитанского залива, уничтоженные извержением Везувия 79-го года. Пепел похоронил эти города и сохранил неизменными до наших дней. Ежегодно в этой местности ведутся раскопки, которые приносят археологам всё новые открытия. В начале ноября места раскопок доступны для всех желающих. Все найденные предметы тщательно реставрируют и выставляют в Национальном археологическом музее Неаполя.
В 40 км к северу от Неаполя находится Королевский дворец в Казерте, один из самых масштабных в Европе.

### Климат
Климат Неаполя — средиземноморский субтропический.
| Показатель                    | Янв.  | Фев. | Март | Апр. | Май  | Июнь | Июль | Авг. | Сен. | Окт. | Нояб. | Дек.  | Год   |
| ----------------------------- | ----- | ---- | ---- | ---- | ---- | ---- | ---- | ---- | ---- | ---- | ----- | ----- | ----- |
| Абсолютный максимум, °C       | 21,5  | 24,3 | 27,0 | 31,0 | 34,1 | 37,0 | 39,0 | 39,5 | 36,0 | 31,0 | 29,4  | 22,3  | 39,5  |
| Средний суточный максимум, °C | 13,4  | 13,8 | 16,4 | 19,3 | 23,6 | 27,9 | 30,5 | 31,2 | 27,0 | 23,1 | 18,5  | 14,3  | 21,6  |
| Средняя температура, °C       | 9,3   | 9,6  | 12,0 | 14,8 | 19,0 | 23,2 | 25,7 | 26,2 | 22,1 | 18,2 | 14,0  | 10,2  | 17,0  |
| Средний суточный минимум, °C  | 5,5   | 5,6  | 7,8  | 10,4 | 14,4 | 18,5 | 20,9 | 21,4 | 17,7 | 14,0 | 10,2  | 6,5   | 12,7  |
| Абсолютный минимум, °C        | −5,7  | −5   | −3   | −1   | 3,9  | 7,8  | 12,2 | 11,1 | 6,8  | 3,9  | −2    | −4,5  | −5,7  |
| Норма осадков, мм             | 158,6 | 63,7 | 84,3 | 73,3 | 44,5 | 48,1 | 21,4 | 12,4 | 81,3 | 72,1 | 137,9 | 105,9 | 903,5 |
| Источник: Погода и Климат     |       |      |      |      |      |      |      |      |      |      |       |       |       |

## История

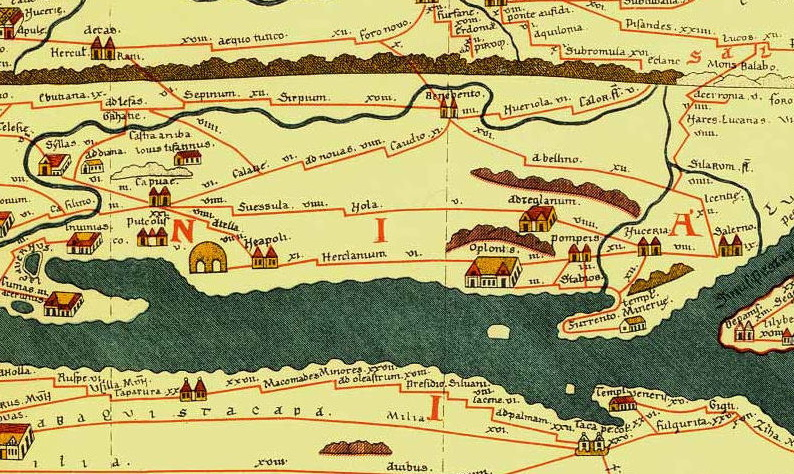
Римский Неаполь на Певтингеровой карте

Неаполь был основан греческими поселенцами в VIII веке до н. э. под названием Партенопа (по имени мифологической сирены). В IV в. до н. э. Партенопа была разрушена италиками, но вскоре рядом с ней возник новый город, получивший греческое название Неаполис. Впоследствии он стал частью Римской республики, а затем — Римской империи.

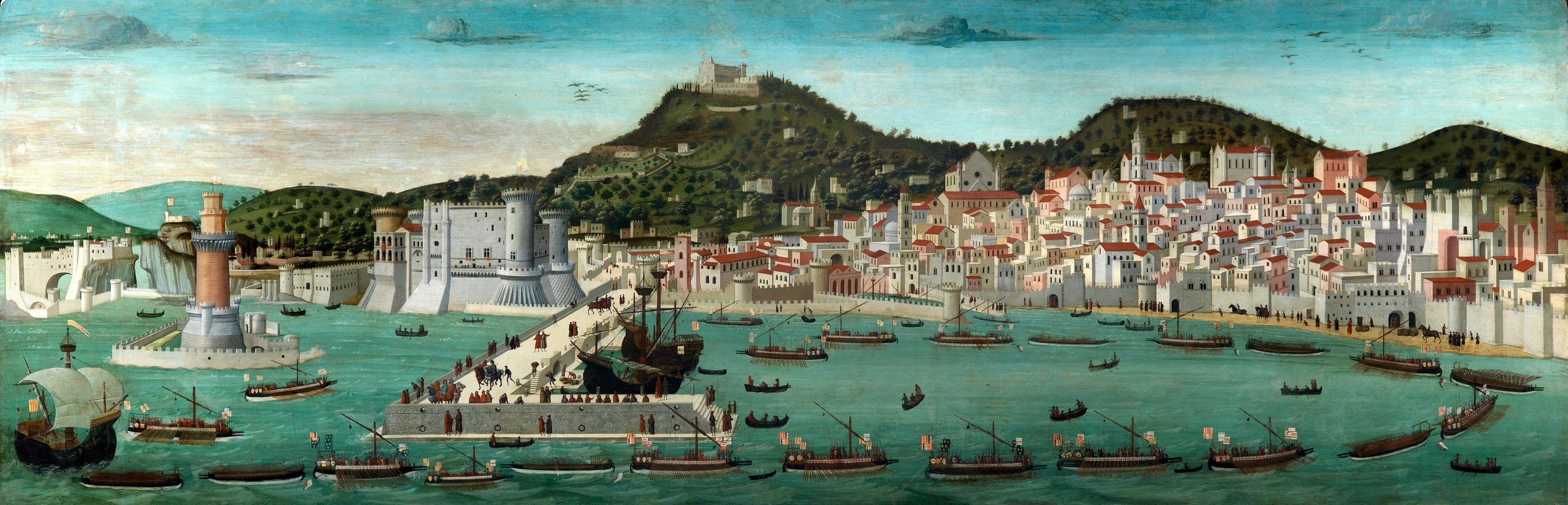
Неаполитанская гавань. Тавола Строцци. Темпера, 1472 г.

В крепости Кастель делль Ово в 476 году был заключён после своего свержения Ромул Августул, последний император Западной Римской империи.
В VI веке Неаполь завоевали византийцы в ходе попытки императора Юстиниана I воссоздать Римскую империю.

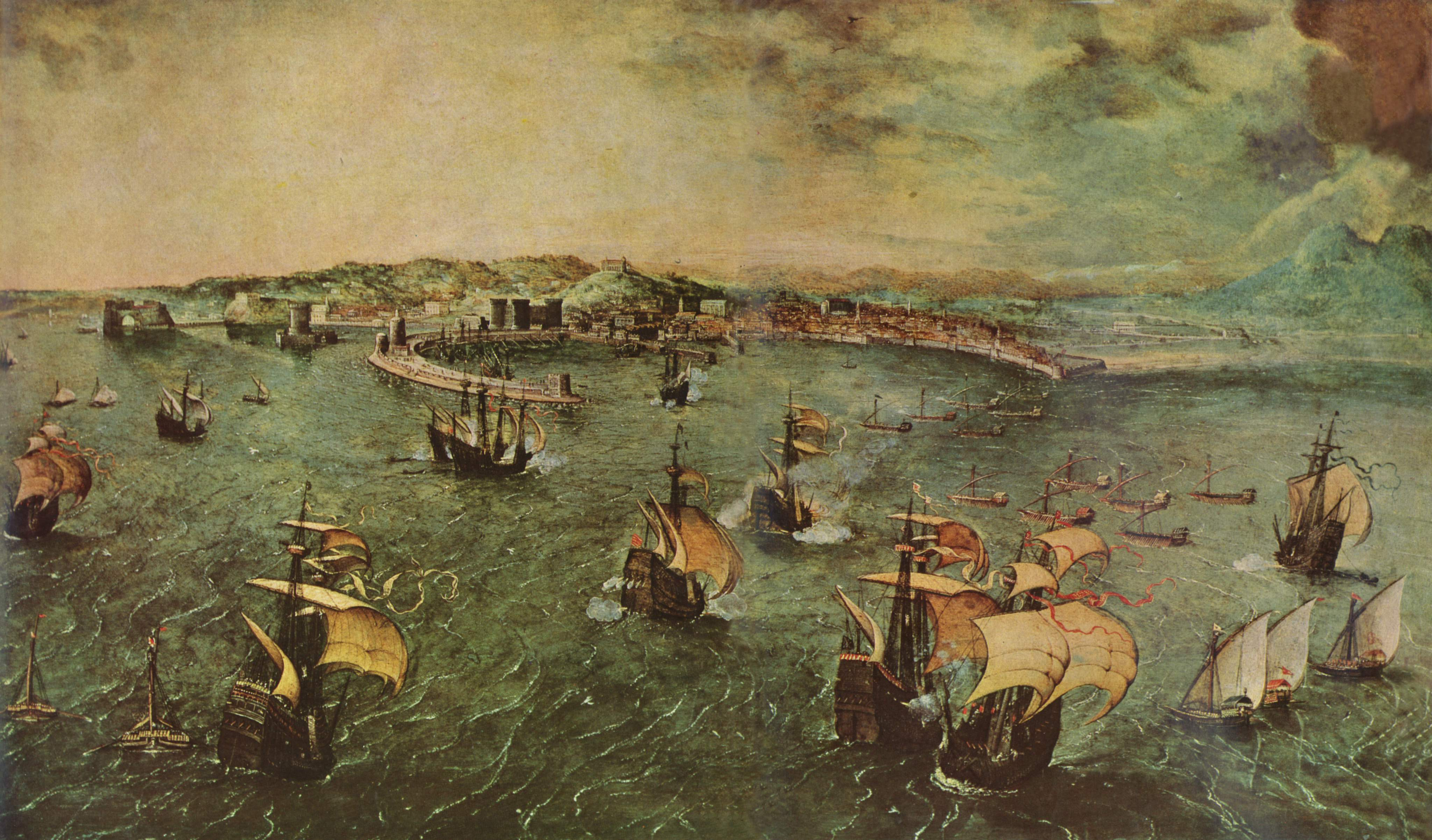
Неаполитанская гавань. Худ. Питер Брейгель Старший, 1558 г.

В 638—1137 годах был столицей фактически независимого герцогства Неаполь, пока его не захватили норманны.
В 1139 году присоединен к Сицилийскому королевству королем Рожером II.
В 1224 году основан Неаполитанский университет.
В 1266 году город вместе со всем Сицилийским королевством был передан папой Карлу I Анжуйскому, который перенёс столицу из Палермо в Неаполь.
В 1284 году королевство разделилось на две части, каждая из которых выдвигала претензии на право называться «Королевство Сицилия».

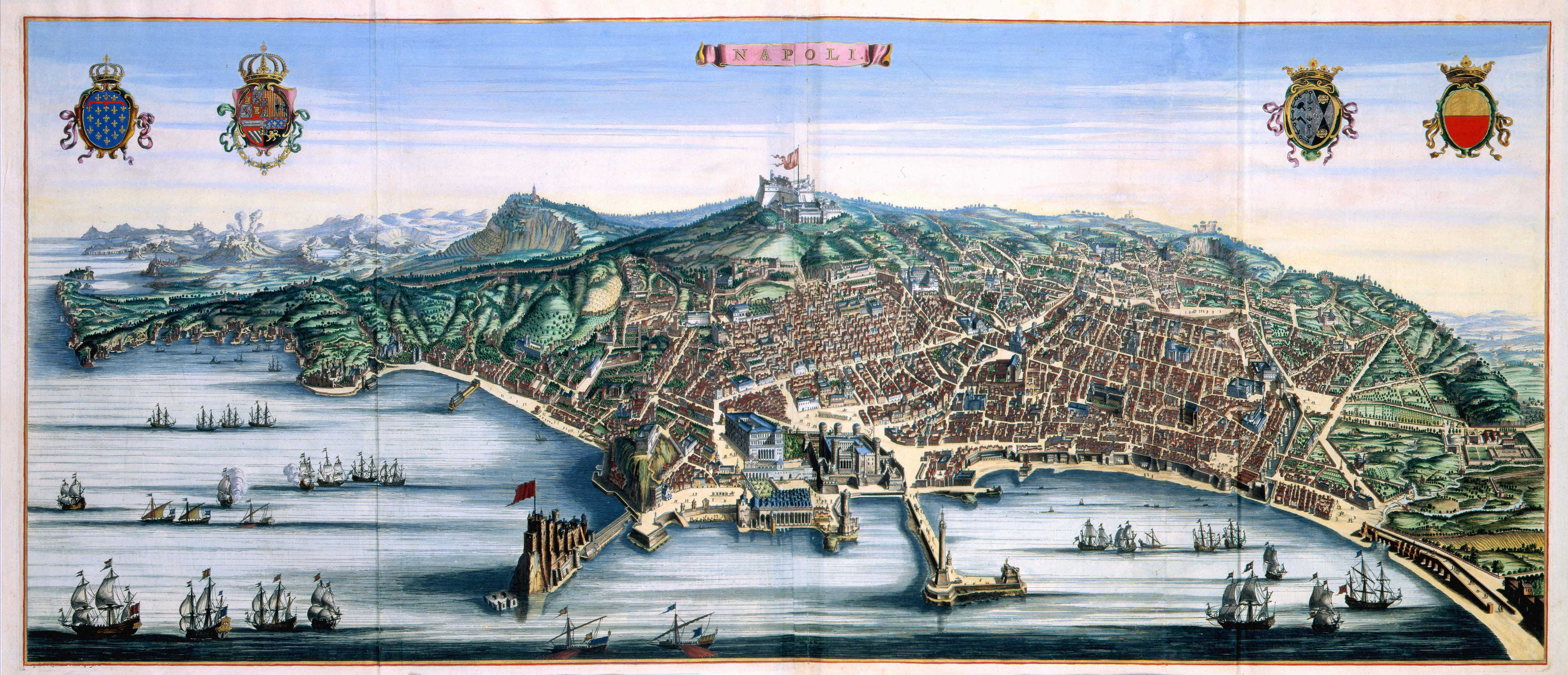
Неаполь на гравюре из «Космографии» Яна Блау, 1667 г.

Район Санта-Лючия, 1888 г.

С 1504 года город принадлежал Испании и был главной военной базой Габсбургов в борьбе с Валуа.
В XVII веке Неаполь насчитывал 300 тысяч жителей и был вторым по величине городом Европы после Парижа. Он был славен театром Сан-Карло — в то время самым большим в мире. В 1647 году в городе произошло крупное народное восстание под руководством Мазаньелло.
В ходе войны за Испанское наследство перешёл под власть Австрии. В 1734 году захвачен Бурбонами, а в январе 1799 года — Наполеоном, после чего в городе была провозглашена Партенопейская республика, которая в свою очередь пала в июне — июле того же года.
В 1805 году из-за извержения Везувия разрушается значительная часть города, около 26 тыс. человек погибает.
В 1806—1815 годах Неаполь являлся столицей зависимого от Франции Неаполитанского королевства, а с 1815 — Королевства обеих Сицилий. В сентябре 1860 года в город вступила революционная армия Дж. Гарибальди, после чего в результате референдума был объявлен конец королевства и основание государства Италия. 17 марта 1861 года завершился процесс объединения южных и северных итальянских земель в единое государство по главе с королём Виктором Эммануилом II.
В 1942—1943 годах город был подвергнут интенсивной американской бомбардировке. Во время налётов погибли около 1900 человек. Помимо промышленных объектов были уничтожены вокзал, порт, оперный театр, церкви, многие жилые дома. В сентябре 1943 года в городе, оккупированном немецкими войсками, вспыхнуло восстание, в результате которого в начале октября 1943 года Неаполь перешёл под контроль союзников.
Современный Неаполь также ассоциируют с каморрой и коррупцией. В 2007—2008 годах город испытывал трудности с утилизацией мусора и переработкой отходов, из-за чего разразился «Мусорный кризис».

## Административное деление
Неаполь разделён на 10 муниципальных районов, каждый из которых включает несколько исторически сложившихся кварталов.
| Муниципальные районы     | Кварталы                                                        |
| ------------------------ | --------------------------------------------------------------- |
| 1-й муниципальный район  | Киайя, Позиллипо, Сан-Фернандо                                  |
| 2-й муниципальный район  | Аввоката, Меркато, Монтекальварио, Пендино, Порто, Сан-Джузеппе |
| 3-й муниципальный район  | Сан-Карло аль’Арена, Стелла                                     |
| 4-й Муниципальный район  | Подджореале, Сан-Лоренцо, Викариа, Зона индустриале             |
| 5-й муниципальный район  | Аренелла, Вомеро                                                |
| 6-й муниципальный район  | Барра, Понтичелли, Сан-Джованни а Тедуччо                       |
| 7-й муниципальный район  | Миано, Сан-Пьетро а Патьерно, Секондильяно                      |
| 8-й муниципальный район  | Киайяно, Марианелла, Пишинола, Скампиа                          |
| 9-й муниципальный район  | Пьянура, Соккаво                                                |
| 10-й муниципальный район | Баньоли, Фуоригротта                                            |

## Население
| 2015    | 2016     | 2017     | 2018     | 2023     |
| ------- | -------- | -------- | -------- | -------- |
| 975 260 | ↘972 212 | ↗989 789 | ↘966 144 | ↘913 462 |

## Транспорт
Современный Неаполь — густонаселённый город, с международным аэропортом, морским портом и метрополитеном. Центральная линия № 1 неаполитанского метро является образцом общественного подземного музея современного искусства. Художественное оформление 25 станций метро завершено в 2005 году.
Самая красивая станция метро в Европе расположена в Неаполе (станция Toledo на линии 1) и построена по проекту архитекторов Массимилиано Фуксаса и Дориана Мадрелли. Станция оборудована в рамках проекта Mam (Музей метро) и напоминает «прогулку в космосе».

## Спорт
Город является «домашним» для футбольного клуба «Наполи», трёхкратного победителя Серии А, шестикратного обладателя Кубка Италии и победителя Кубка УЕФА 1988—1989.

## Достопримечательности

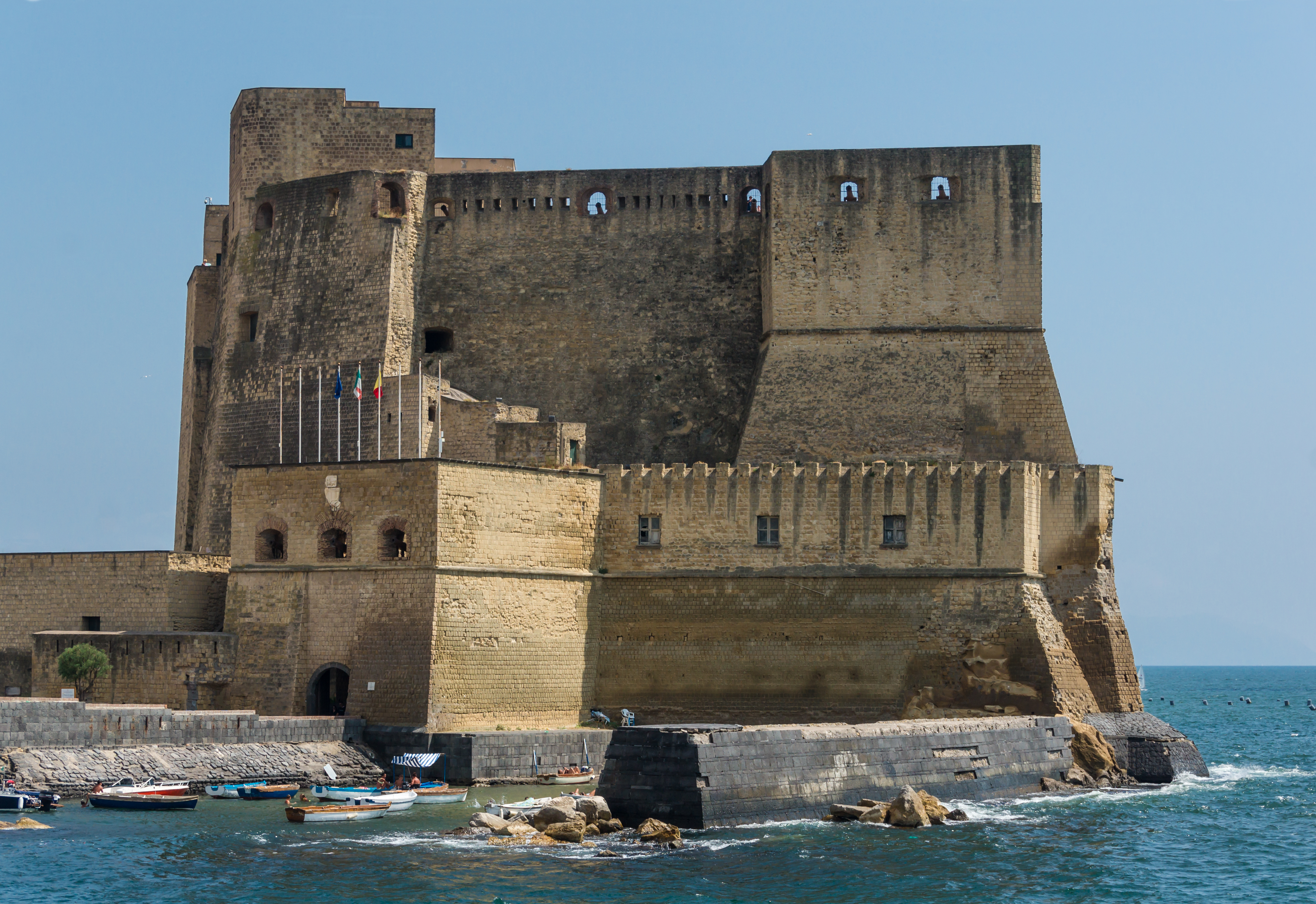
Кастель-дель-Ово

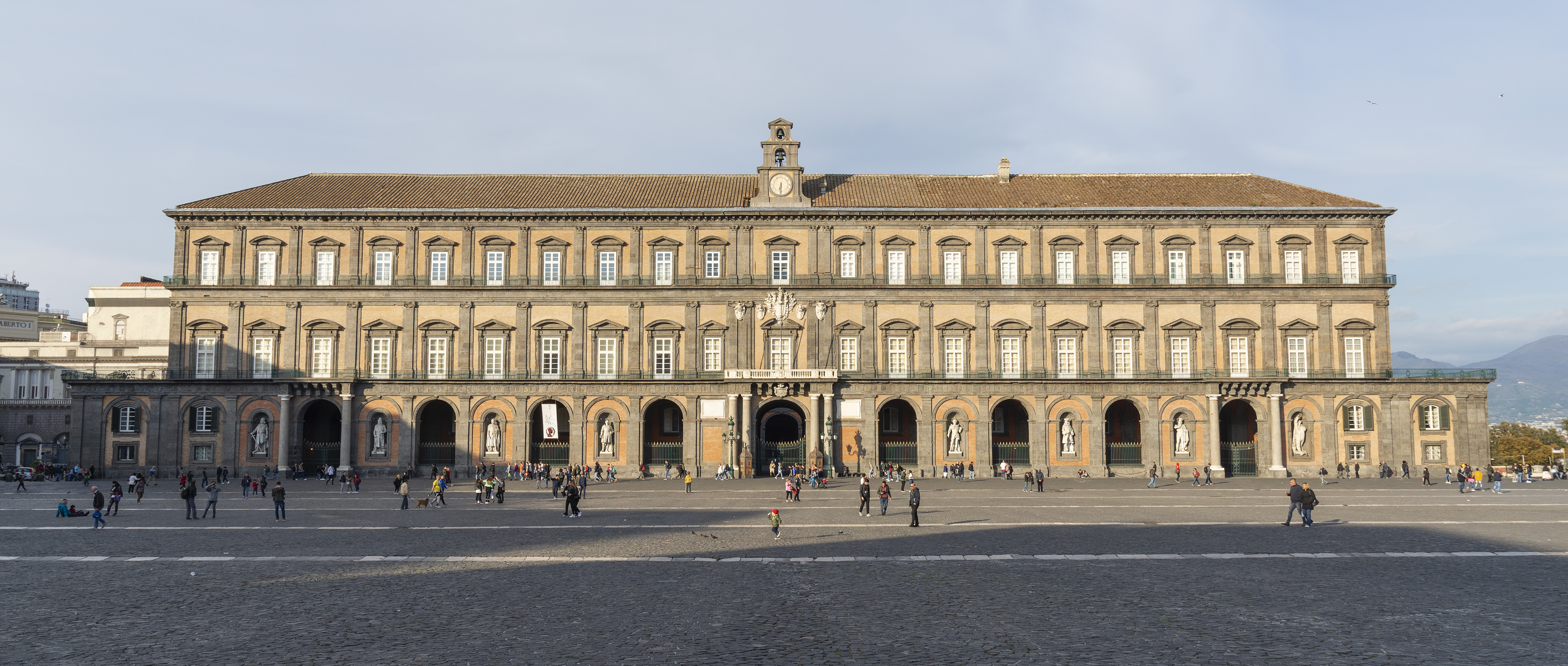
Королевский дворец

Улицы в Неаполе

Красота Неаполя в XVIII в. вошла в поговорку. Крылатая фраза «увидеть Неаполь и умереть» (итал. vedi Napoli e poi muori) послужила прототипом для создания подобных фраз в отношении других мировых городов. Институализация неаполитанской песни как некоего самостоятельного явления в итальянской народной музыке произошла в 1830-х годах, когда в Неаполе начали проводиться ежегодные песенные конкурсы. На самом первом таком конкурсе победительницей была названа песня Te voglio bene assaje (с итал. — «Я тебя очень люблю»), авторство которой приписывается Гаэтано Доницетти. К числу первых неаполитанских песен относится и песня Винченцо Беллини Fenesta che lucive (с итал. — «Не светится оконце»).

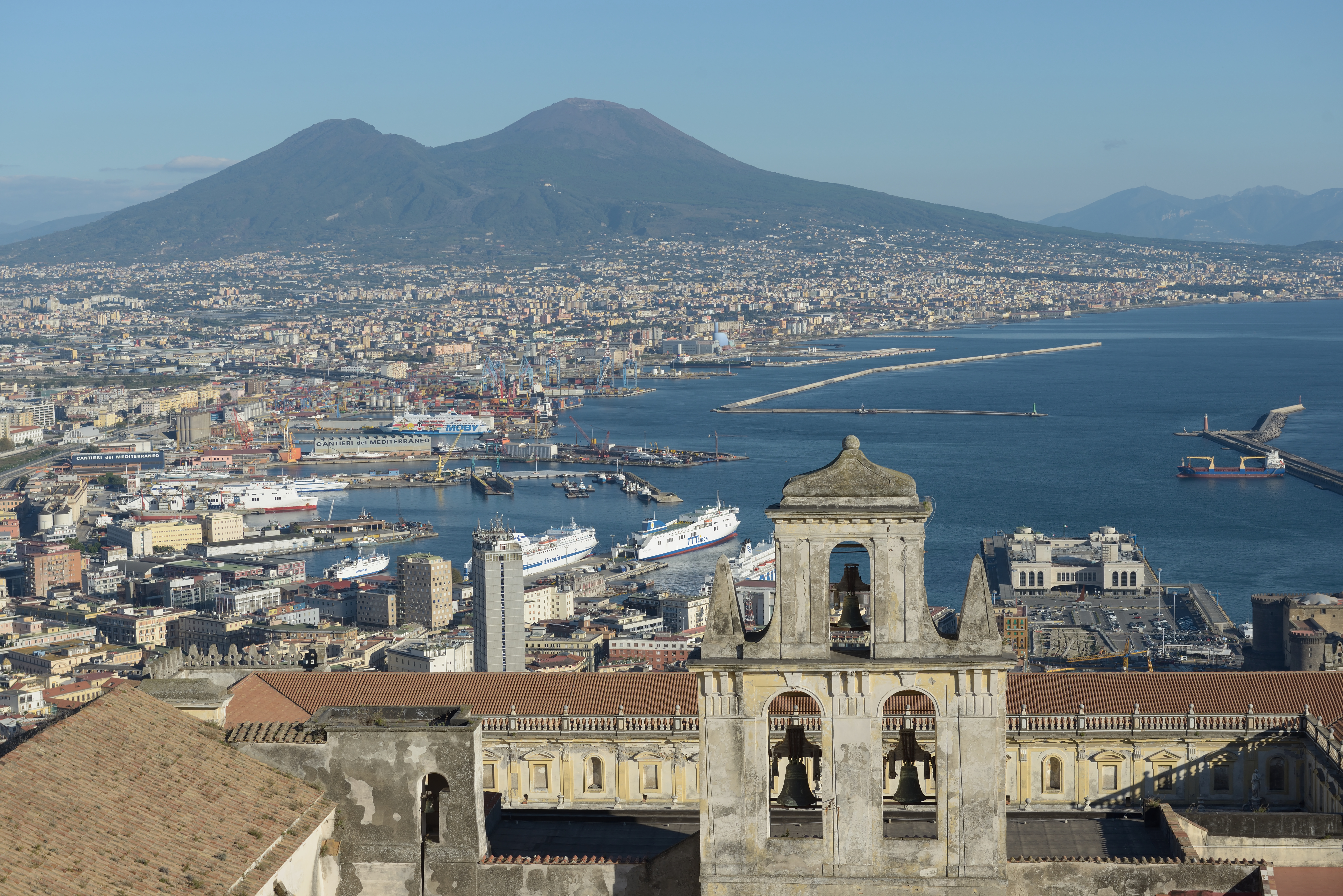
Неаполь с видом на Везувий

Среди нынешних достопримечательностей Неаполя наиболее известны:
- Национальный музей и Национальная картинная галерея. Расположены в Палаццо Каподимонте (итал. Palazzo Capodimonte), летней резиденции (дворце) Бурбонов в Королевстве обеих Сицилий.
- Национальный археологический музей Неаполя — музей, содержащий (в числе прочих артефактов) находки из Помпей и Геркуланума и скандально знаменитый Секретный кабинет.
- Театр Сан-Карло — крупнейший (по вместительности) в Италии оперный театр.
- Кастель-дель-Ово (итал. Castel dell’Ovo; дословно — «замок яйца», «яичный замок»; <позднейшее> название обыгрывает необычную архитектуру) — замок XII в., выстроенный Рожером II Сицилийским на острове в Тирренском море, в бухте Неаполитанского залива.
- Кастель-Нуово (итал. Castel Nuovo; дословно — «новый замок», другое местное название — Маскио Анджоино (итал. Maschio Angioino) — замок, возведённый королём Карлом Анжуйским в XIII в. на взморье.
- Катакомбы Сан-Гаудиозо (итал. San Gaudioso; также катакомбы Сан-Дженнаро, катакомбы Сан-Северо) — христианские катакомбы с позднеантичными и раннесредневековыми мозаиками. Расположены в северной части Неаполя.
- Королевский дворец в Неаполе (итал. Palazzo Reale di Napoli; часто сокращённо, «Палаццо Реале») — главная резиденция Бурбонов в Королевстве обеих Сицилий.
- Сан-Дженнаро (итал. San Gennaro, Собор Святого Януария) — кафедральный собор Неаполя. Освящен в честь небесного покровителя города, святого Януария.
- Королевская папская базилика Святого Франциска из Паолы.
- Санта-Кьяра (итал. Santa Chiara, церковь Святой Клары Ассизской) — готическая церковь, усыпальница неаполитанских Бурбонов; монастырский клуатр — шедевр майолики.
- Церковь Сан-Лоренцо-Маджоре — шедевр так называемой анжуйской готики. Под Сан-Лоренцо-Маджоре был раскопан античный рынок (древнейший центр Неаполя), руины которого ныне экспонируются.
- Церковь Сан-Доменико-Маджоре (на одноимённой площади) — доминиканская церковь XIV века, перестраивалась в барочном стиле в XVII веке и в неоготике в XIX веке, с фресками Пьетро Каваллини (XIV в.), усыпальницами Фердинанда I и Раймонда Капуанского.
- Базилика Сантиссима-Аннунциата — церковь, заложенная в XIV в. Во второй половине XVI — первых десятилетиях XVII веков была самым престижным (наряду с королевским двором) местом работы неаполитанских музыкантов (среди прочих здесь трудились Дж. да Нола, Ш. Стелла, П. Чероне, Дж. де Мак, А. Майоне, Дж. М. Трабачи). Расположена в центре города, в квартале Пендино.
- Чертоза-ди-сан-Мартино, бывший картезианский монастырь св. Мартина. Расположен на высоком холме Вомеро, с которого открывается прекрасная панорама Неаполя и бухты. Образец неаполитанского барокко. В помещении Чертозы ныне размещается Национальный музей Сан-Мартино.
- Сант-Эльмо — крепость XIV в. (сооружение XVI в.). Бывший монастырь картезианцев и замок Сант-Эльмо возвышаются над Неаполем и видны с любого места в городе.
- Капелла Сан-Северо — в прошлом частная капелла и усыпальница знатной семьи Сангро (представители семьи носили титул князей Сан-Северо).
- Церковь Санта-Мария-ин-Пургаторио и Костница Фонтанелле — образцы своеобразного культа мёртвых, сросшегося с католицизмом.
- Джезу Нуово — иезуитская церковь в стиле барокко, в которой покоятся мощи одного из наиболее почитаемых в Неаполе святых Джузеппе Москати.
- Площадь Данте, названная в честь итальянского поэта Данте Алигьери. На площади также стоит его памятник.

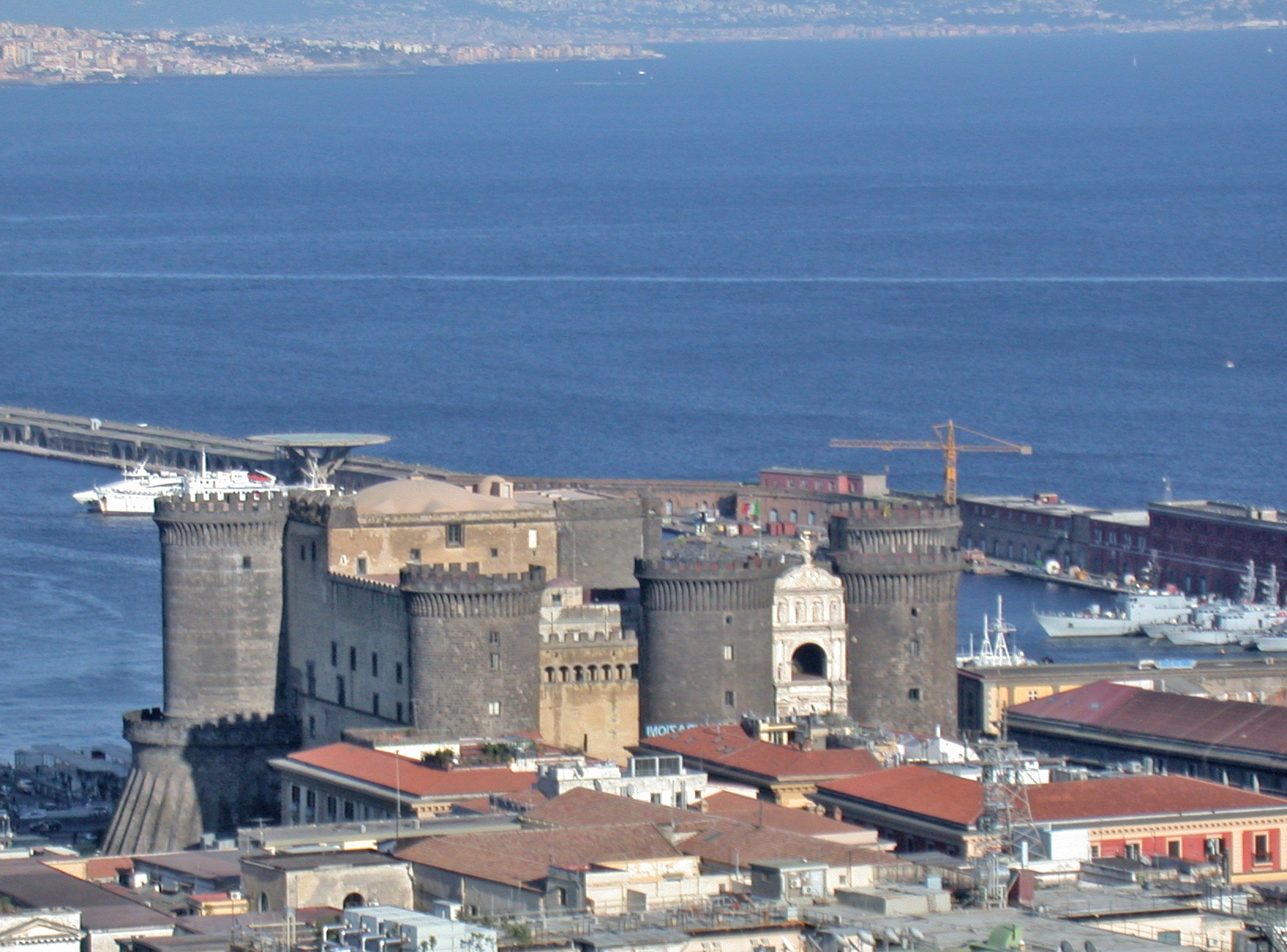
Кастель Нуово
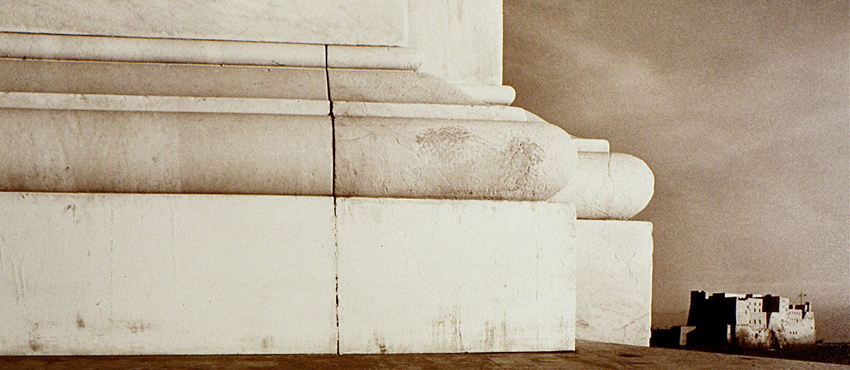
Кастель-дель-Ово - Де Лука, Аугусто
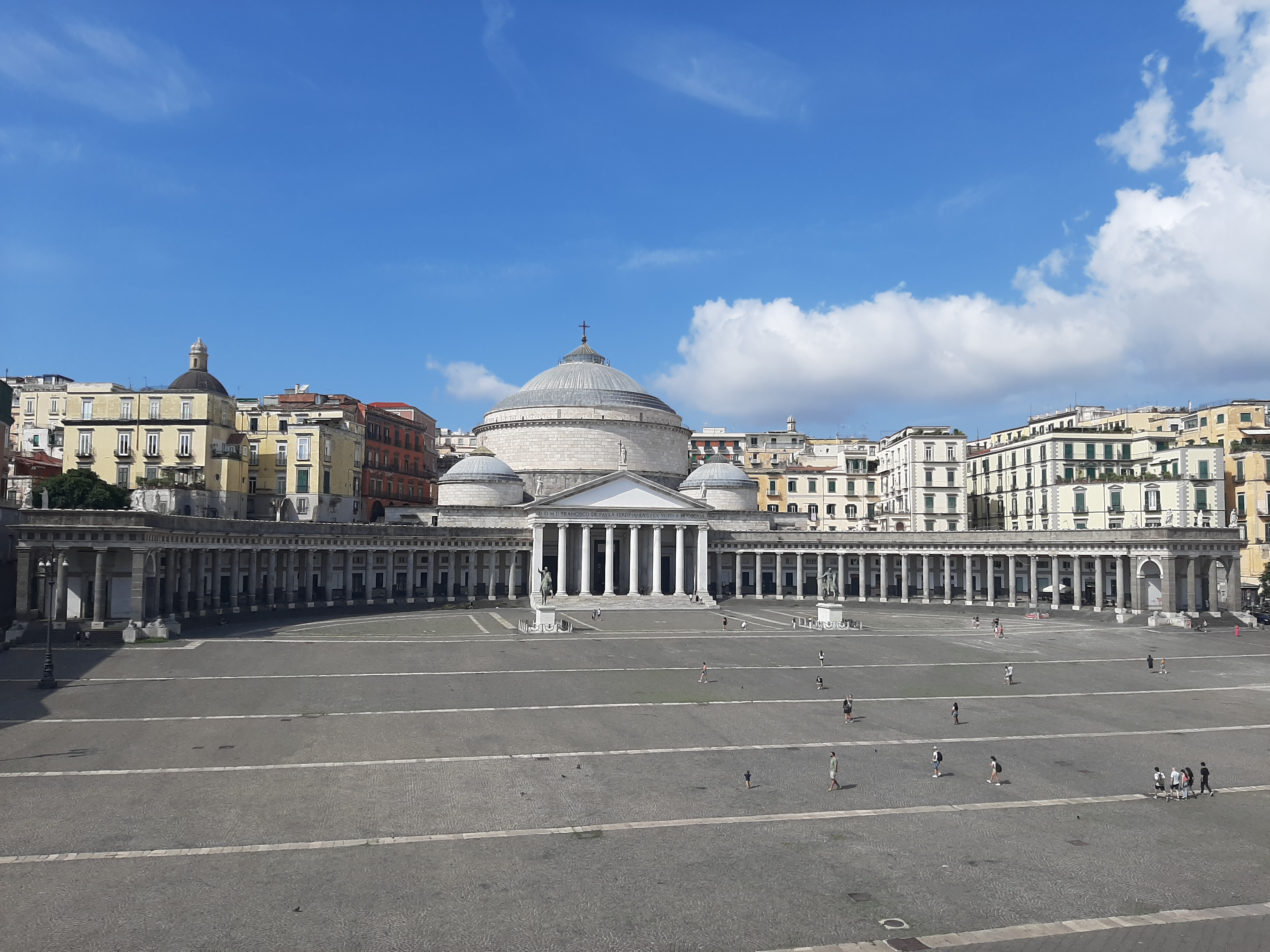
Площадь Плебисцита
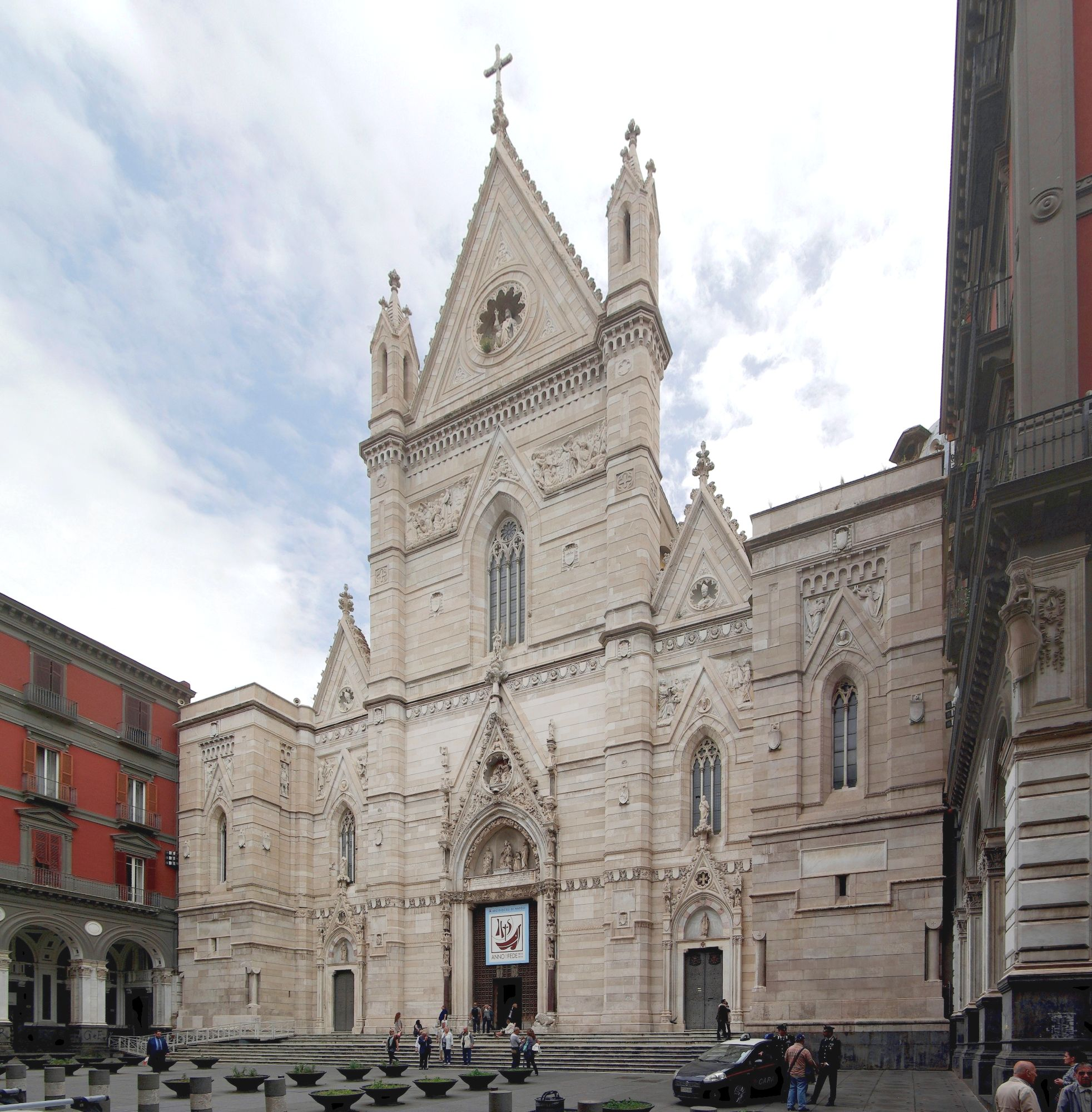
Собор Святого Януария
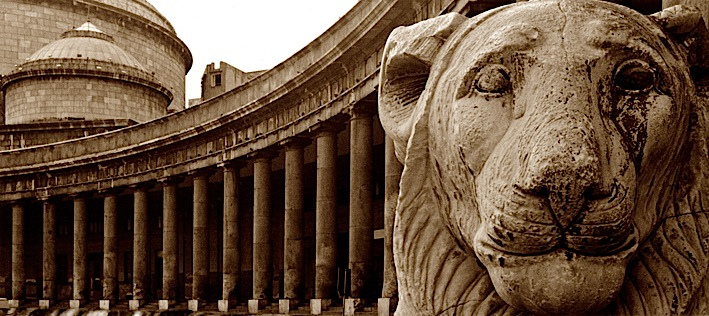
Деталь, Площадь Плебисцита - Де Лука, Аугусто

В 1995 году исторический центр Неаполя (итал. centro storico) был включён в Список Всемирного наследия ЮНЕСКО.
Покровителями города почитаются святой Януарий и иных 50 святых, среди которых — святой Иоаким, празднование 19 сентября.

## Прочее
- В честь древнего названия Неаполя назван астероид (11) Парфенопа, открытый 11 мая 1850 года итальянским астрономом Аннибале де Гаспарисом в Неаполе.

Панорама Неаполитанского залива

## Города-побратимы
1. Баку, Азербайджан
2. Кагосима, Япония
3. Лондон, Великобритания
4. Майами, США
5. Афины, Греция
6. Будапешт, Венгрия[13][14]
7. Кэлэраши, Румыния
8. Гафса, Тунис
9. Калькутта, Индия
10. Наблус, Палестинская автономия
11. Носи-Бе, Мадагаскар
12. Пальма-де-Майорка, Испания
13. Сантьяго-де-Куба, Куба
14. провинция Сантьяго-де-Куба, Куба
15. Сигету-Мармацией, Румыния
16. Валенсия, Карабобо, Венесуэла
17. Сараево, Босния и Герцеговина[15]
18. Измир, Турция